# Friedrich Bahner
Friedrich Bahner (* 6. März 1913 in Oberlungwitz; † 2. Juli 1978 in Heidelberg) war ein deutscher Internist und Hochschullehrer.

## Leben und Werk
Er war der Sohn des Kaufmanns Fritz Bahner (1883–1972) aus dem sächsischen Oberlungwitz. Nach dem Schulbesuch studierte er Chemie und erlangte den Abschluss als Diplom-Chemiker. Danach wandte er sich der Inneren Medizin zu und promovierte 1939 an der Universität München zum Dr. med. Nach seiner Habilitation an der Universität Heidelberg 1949 wurde er dort Privatdozent, 1954 außerplanmäßiger und 1963 außerordentlicher Professor. Er war als Direktor der Abteilung Endokrinologie an der Medizinischen Universitäts-Poliklinik Heidelberg tätig und spezialisiert auf Innere Medizin und Endokrinologie.

## Schriften (Auswahl)
- Der Abbau der Milchsäure im Muskelbrei. Oberlungwitz i. Sa. 1939.
- Hypophysenvorderlappen und Intermediärstoffwechsel. o. O., o. J. [1949].